# Teresa Cibele Legnazzi
Teresa Cibele Legnazzi (Padova, 8 febbraio 1829 – Padova, 5 maggio 1905) è stata una patriota italiana.

## Biografia
Figlia di Vincenza Malinardo e di Luigi, non si hanno notizie sulla sua giovinezza e sulla sua educazione. Intelligente, alacre e pronta nonché dotata di fierezza e nobiltà, il suo diciannovesimo compleanno era l’otto febbraio 1848, giorno in cui studenti, donne e cittadini si ribellarono contro gli austriaci.

## Attività
Sedata la ribellione gli austriaci inasprirono i divieti e i controlli chiudendo le lezioni all’università.
Teresa entrò in contatto con i circoli cittadini e studenteschi che portavano avanti le idee di liberazione del Veneto dall’Austria diventando attivista. Tra gli studenti conobbe Enrico Nestore Legnazzi che nel 1862 divenne suo marito.
Custodiva nella sua casa pericolosi documenti, favoriva i colloqui con gli affiliati di fuori, provvedeva di sua mano alla diffusione di circolari e proclami, si occupava delle sovvenzioni alle famiglie dei carcerati, agevolava l’emigrazione dei giovani e dei perseguitati fornendoli di dettagliate istruzioni per il passaggio dei confini e di mezzi pecuniari, secondo le indicazioni che riceveva di mano in mano da questo o da quello dei membri del Comitato con cui era quotidianamente in contatto. Anche il marito, assistente all’Osservatorio astronomico di Padova, assieme al fratello Antonio erano due noti attivisti. Per questo Enrico fu destituito e incarcerato per i suoi sentimenti di italianità. 
Teresa Cibele era in stretto contatto con i comitati clandestini e quello degli esuli e con Leonilde Lonigo Calvi. Adotta per comunicare con il marito in carcere e tenerlo informato di quanto avveniva fuori il sistema di basato sulla falsariga reticolata, e con altri ingegnosi sistemi basati sulla comunicazione visiva tra finestre, la finestra della cella dava sul campanile di fronte e lei ogni giorno comunicava con enormi lettere disegnate collocate a rovescio. 
A lei fanno riferimento per i compiti più delicati e rischiosi, che ricopre con fermezza e responsabilità. Nel 1859 era stata lei a consegnare a Torino le schede segrete con le quali i comuni veneti chiedevano l’annessione al Regno d’Italia.

## Riconoscimenti
Con la liberazione del Veneto e come riconoscimento dell'importante attività svolta per e in collaborazione con i vari comitati segreti le venne attestato pubblico riconoscimento con la consegna da parte dei patrioti di un album contenente le loro foto e la seguente dedica cui fu incaricato il poeta abate prof. Giacomo Zanella
A 

Teresina Cibele Legnazzi 

in delicata persona 

anima eroica 

nei terrori dell’esiglio e dei patiboli 

dall’anno 1859 al 1866 

salvatrice dei veneti comitati 

angelo del carcerato suo Enrico 

questo tenue segno 

di alta ammirazione 

offrono 

alcuni amici
La parola salvatrice ad alcuni patrioti, fra cui il referente del comitato clandestino di Padova prof. Ferdinando Coletti, sembrava eccessiva, tanto che per riuscire a raccogliere la firme di tutti, Zanella la dovette sostituire con la meno significativa benemerente. Morì a Padova il 5 maggio 1905.